# Piscine (lavabo)
Pour les articles homonymes, voir Piscine (homonymie).

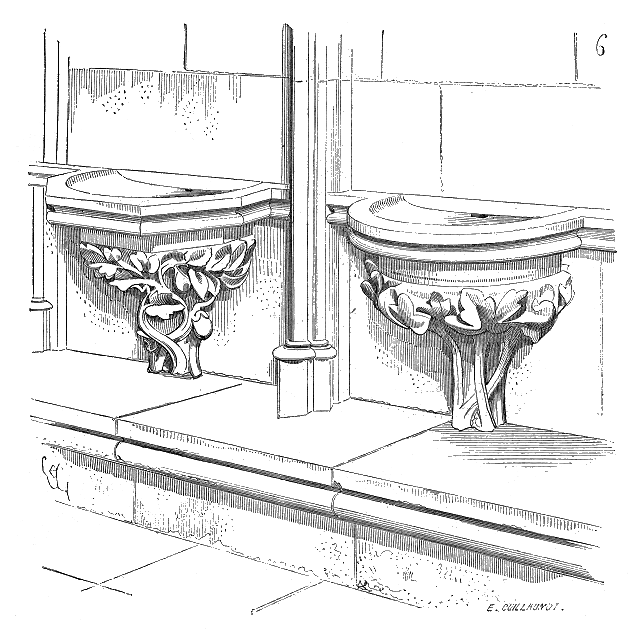
À la cathédrale de Séez.

Dans un édifice religieux tel qu'une église, une piscine est un équipement lié au rituel de purification.
Cet équipement est aussi nommé lavabo (issu du verbe latin qui commence, dans une traduction dans cette langue de la Bible, le psaume 25,6-7, Lavabo inter innocentes manus meas (« Je me laverai les mains parmi les innocents »). Ce psaume est également récité par le prêtre avant son ablution des mains, dans les messes en forme extraordinaire.
À l'origine, cet aquamanile avait un aspect hygiénique car les fidèles pendant l'offertoire pouvaient venir en procession déposer des offrandes (légumes, poulets, fromages, cierges, argent) devant l'autel, ces dons étant destinés à la vie matérielle du prêtre ou au partage en faveur des plus pauvres. Parmi ces offrandes en nature, les paroissiens fournissaient le pain et le vin de l'Eucharistie. Le prêtre devait se laver les mains et les purifier après avoir manipulé ces offrandes qui étaient essentiellement des produits de la terre. Le prêtre avant de commencer la prière eucharistique, se tournait vers l'enfant de chœur et récitait ces mots du psaume 25. Pour des raisons de commodité, la quête s'est pratiquement substituée à ces offrandes à partir du IXe siècle si bien que le rite du lavabo est devenu un geste spiritualisé symbolisant la purification intérieure du prêtre.
Dans la messe du rite romain, le geste du lavabo s'effectue toujours à la conclusion  de l'offertoire, mais le prêtre qui se mouille uniquement le bout des doigts prononce à voix basse la formule 
« Lave-moi de mes fautes, Seigneur, purifie-moi de mon péché » qui est issue, cette fois, du psaume 50. La Présentation générale du Missel romain indique que ce rite doit être compris comme symbolisant le désir de purification intérieure et qu'il ne peut être omis.
En lien probable avec ce rituel, on nomme lavabo dès le XIIe siècle la vasque en pierre au milieu du jardin du cloître des monastères ou sur le côté proche du réfectoire, les moines s'y lavant les mains avant les repas et y faisant leurs ablutions. Les premiers emplois du mot lavabo dans un contexte liturgique désignent le linge avec lequel le prêtre essuie ses mains (usage attesté en 1560) puis par métonymie la « prière du lavabo » et la vasque liturgique utilisée lors de la messe. Dans les sacristies étaient également ménagés ce type de réceptacle permettant au prêtre de se laver les mains avant la messe et de jeter l'eau ou le vin eucharistique qui n'avaient pas été utilisés.

## Architecture
Inclus généralement dans l'épaisseur d'un mur intérieur, non loin du chœur, ce lavabo n'est en général pas taillé dans une seule pierre, mais trouve sa place dans l'agencement de la maçonnerie, en creux comme une niche.
Son bord, bien souvent légèrement saillant, peut être plus ou moins richement sculpté et participe ainsi à la décoration de l'intérieur de l'édifice.
Dans des églises de plus grandes dimensions, la piscine se trouve dans la sacristie.
Faisant fonction de cuvette, le fond (paroi inférieure) d'une piscine est en général concave, afin de recueillir l'eau qui est évacuée vers l'extérieur par un petit orifice percé au point le plus bas. Viollet-le-Duc note que cette eau liturgique était, à l'origine de l'installation de ces piscines, dirigée pour s'infiltrer dans le sol ou les fondations mêmes de l'édifice voué au culte.

Chapelle Notre-Dame - Cathédrale Sainte-Marie d'Auch
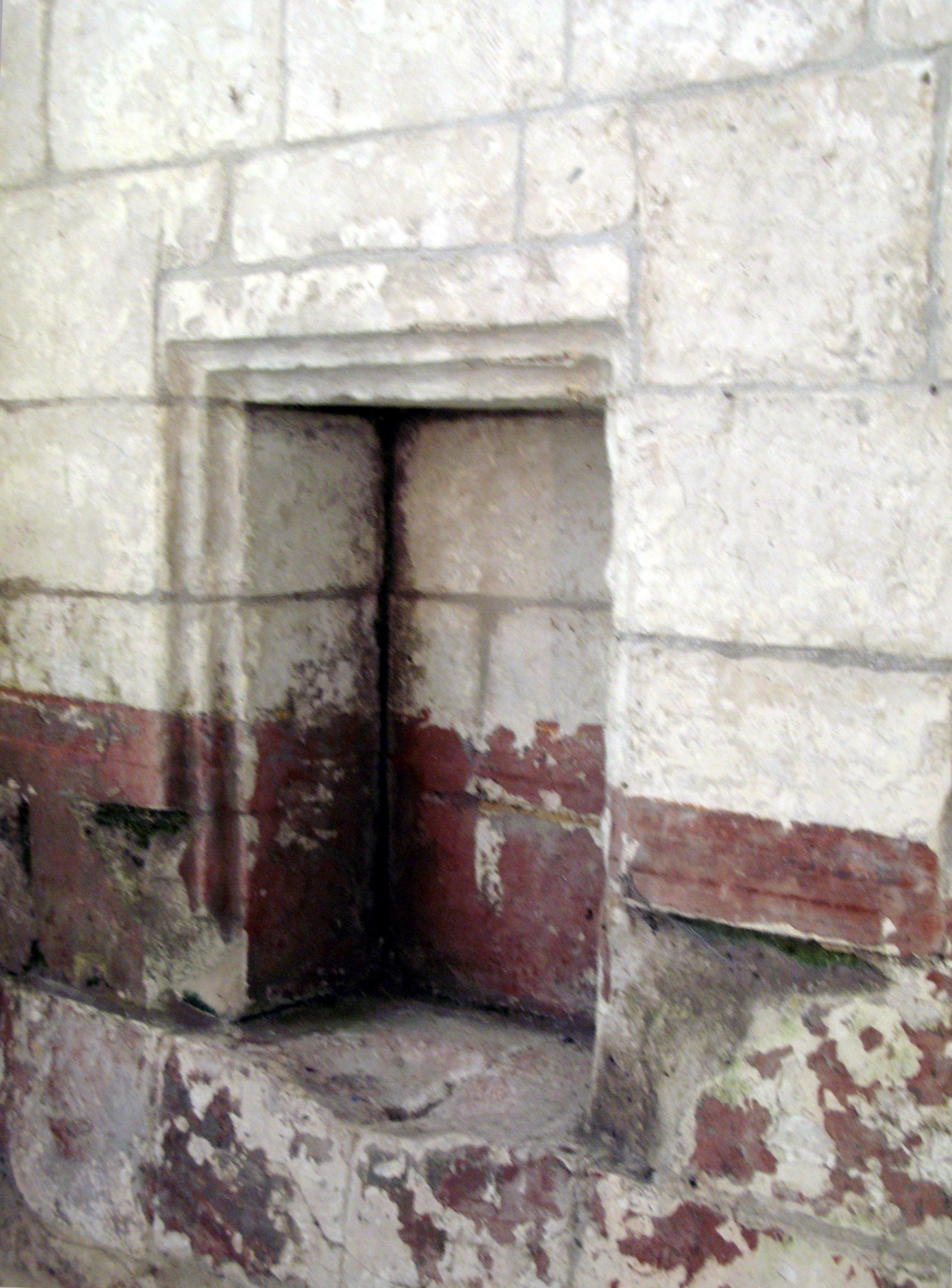
À l'église de Fieffes-Montrelet.

## Piscines doubles ou jumelles
Les piscines à double cuvette servent pour les ablutions après l'Eucharistie, l’une pour le calice, la seconde pour les mains du célébrant.

Piscines doubles
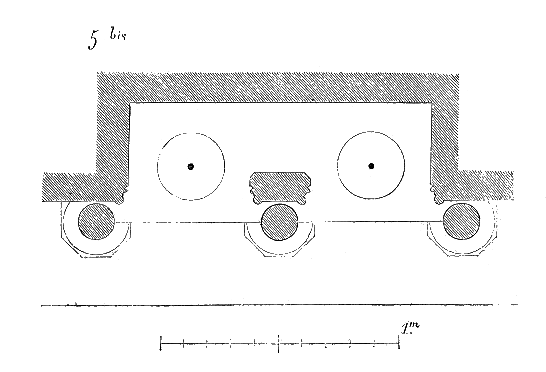
à Amiens.
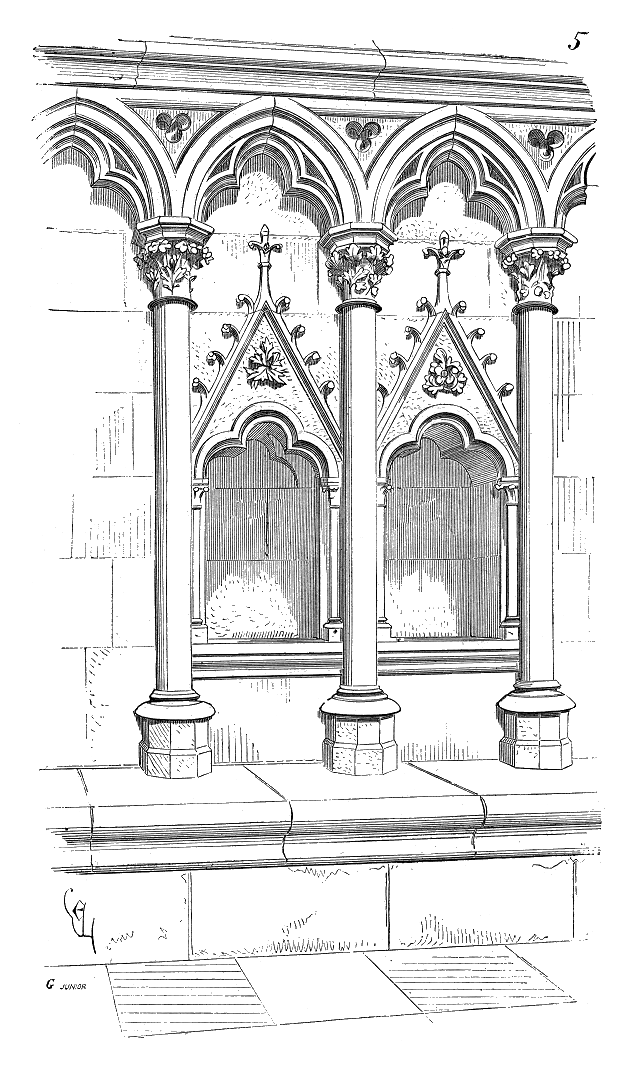
à Amiens.
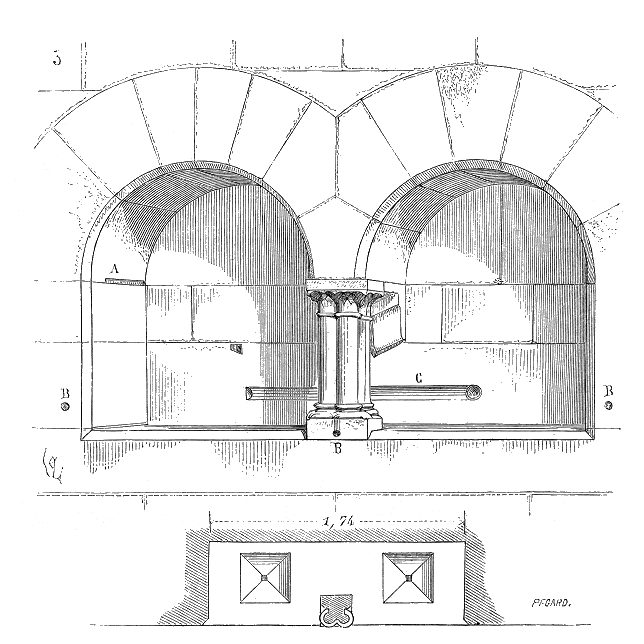
au Prieuré de Saint-Jean-des-Bonshommes.
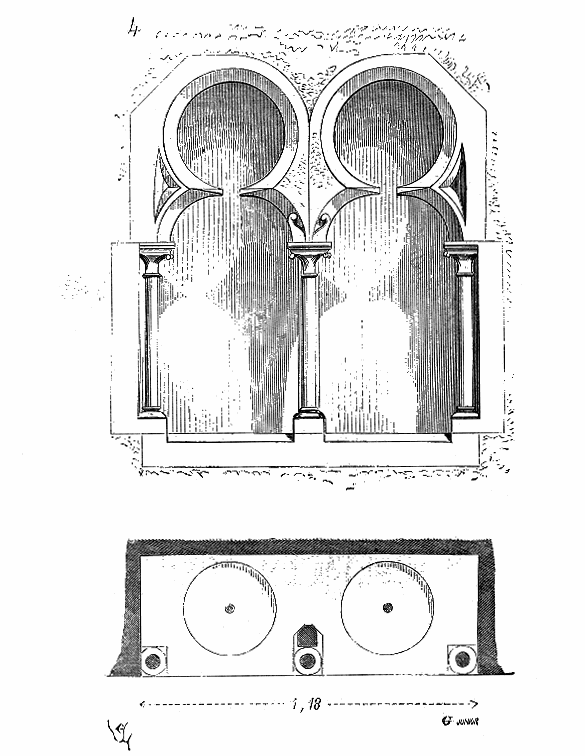
à Villeneuve-le-Comte.

## Autres piscines ayant attiré l'attention de Viollet-le-Duc

Piscines ayant attiré l'attention de Viollet-le-Duc
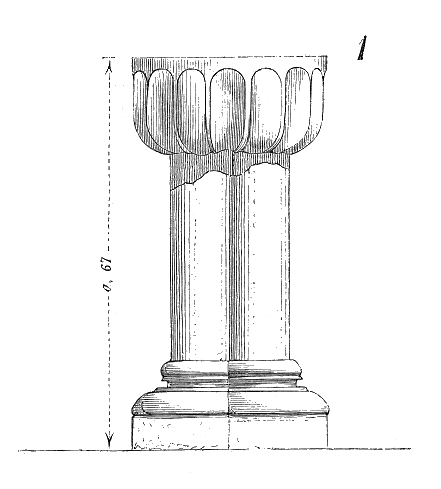
à Vézelay.
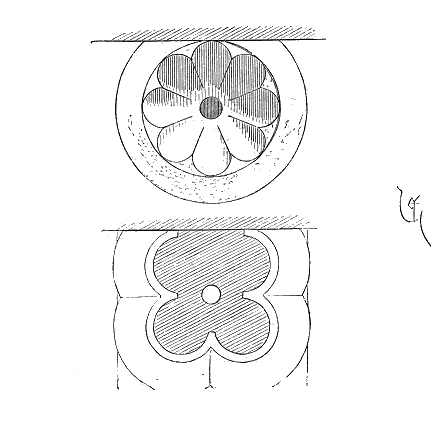
à Vézelay.
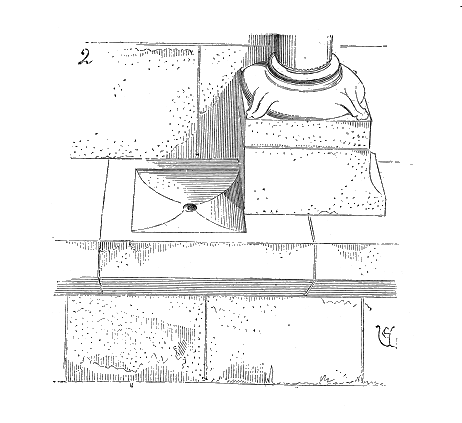
Simplicité de la conception et du décor à Montréal.
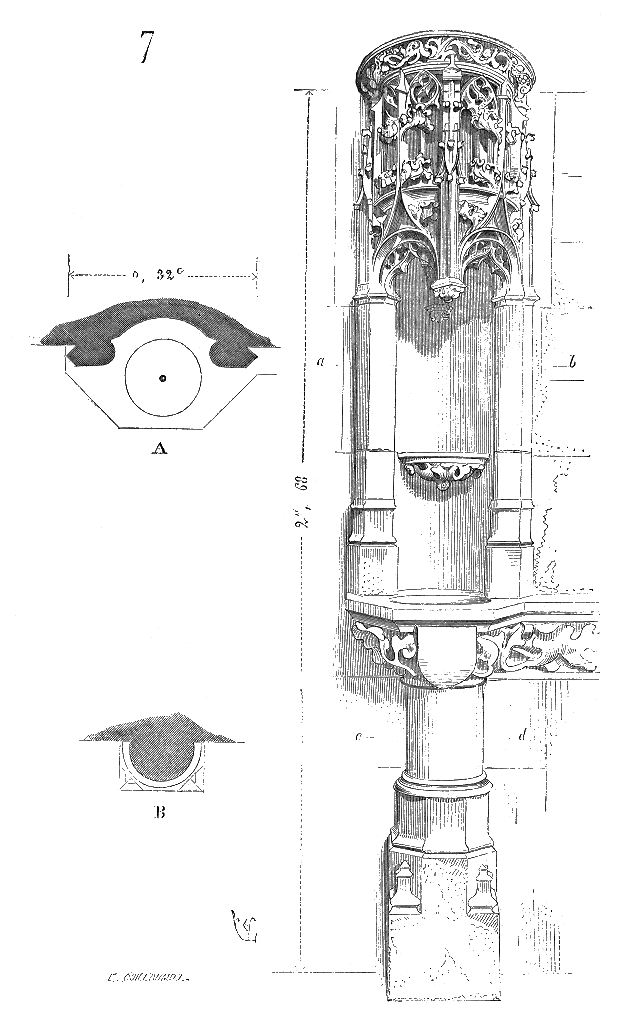
Sculpture raffinée à Semur-en-Auxois.

## Dans une abbaye

Piscines dans une abbaye
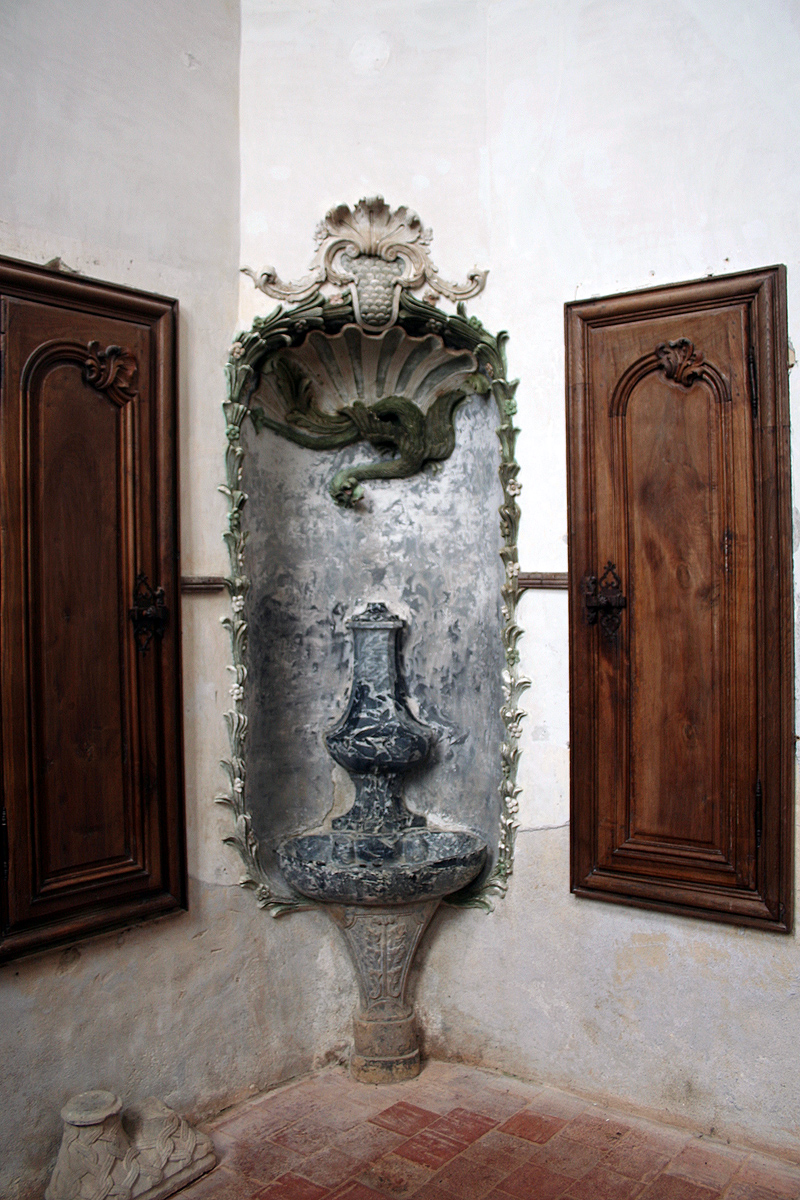
Dans un angle de la sacristie à Saint-Sever-de-Rustan.
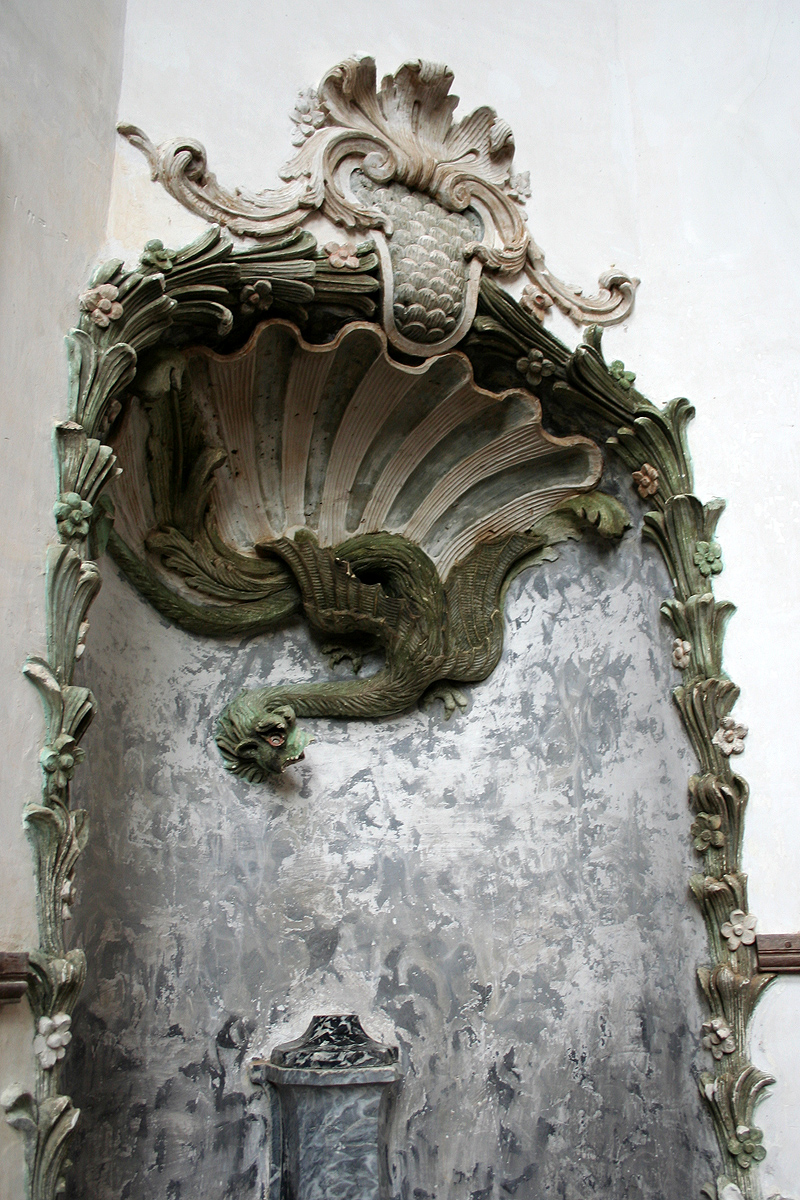
La pierre n'est pas le matériau exclusif..

### Articles liés
- Liste d'églises avec piscine liturgique
- Tabernacle